# André Lemonnier (peintre)
Pour les articles homonymes, voir André Lemonnier.
 (mai 2018).
André Lemonnier est un peintre et coloriste français né à Paris en 1937.

## Biographie
De 1954 à 1958, André Lemonnier étudie à la Manufacture nationale de tapisserie des Gobelins. Il découvre les travaux du chimiste Michel-Eugène Chevreul (1786-1889), qui lui permettent d’appréhender plus précisément le domaine de la couleur.
De 1960 à 1970, il rejoint Jacques Fillacier, coloriste-conseil et enseignant. Au cours de ces années, il participe à toutes les activités de l'atelier, tournées en priorité vers la peinture murale, la décoration intérieure, les études d’ambiances colorées d’usines.
En 1971, il ouvre son propre atelier à Neuilly-sur-Seine en compagnie de Monique Dudret, avec qui il se mariera en 1974. Naissance de leur fille Anne en 1976. 
Les recherches sur la classification des couleurs et les études de polychromies de sites d'activités leur permettent de réaliser de nombreux travaux à la demande d'architectes, d'industriels et d'établissements publics de villes nouvelles.
Par ailleurs, en 1971, André Lemonnier élabore des tableaux théoriques sur des cheminements colorés (collages). Dans les années 1980, il peint des toiles dont les thèmes sont centrés sur la perception chromatique. La peinture du paysage, qu’il pratique fréquemment, reste pour lui un terrain d’étude de l’harmonie des couleurs. 
À partir de 2000, il privilégie essentiellement la peinture de chevalet pour proposer différentes variations plastiques issues de ses recherches sur la couleur (imaginaire poétique, travail sur les dégradés et la matière).

## Recherches sur la couleur
- 1968 : création du Polyton, appareil qui permet de réaliser 220 000 couleurs en utilisant le procédé des mélanges optiques par le mouvement[2].
- 1971-1972 : création d’un volume de couleurs en double cône et réalisation avec Monique Lemonnier d’une gamme de 1555 couleurs[3].
- 1973 à 1976 : création de l’Harmonisateur no 3, comprenant une gamme de 515 couleurs.
- 1970 à 1980 : création de deux appareils didactiques utilisant également le procédé des mélanges optiques : l’Orgue de couleurs[4] et le Color X.

## Polychromies architecturales (sélection)
- 1971 à 1980 : Socabu (Exxon) à Notre-Dame de Gravenchon en Seine-Maritime, étude de la polychromie d’un complexe industriel de raffinage de 37 hectares.
- 1975 à 2000 : Établissement public d’aménagement de la ville nouvelle de Marne-la-Vallée (Épamarne), étude de la polychromie d'une centaine de bâtiments, dans les parcs d’activités de Paris-Est ainsi que sur le site universitaire du Polytechnicum de la cité Descartes.
- 1983 à 1998 : Établissement public d’aménagement  des Rives de l’étang de Berre (Épareb) à Vitrolles (Bouches-du-Rhône), étude de la polychromie des bâtiments du parc d’activités de l’Anjoly.

## Expositions personnelles (musées)
- 8 janvier au 24 mars 1975 : Couleur. André Lemonnier, au Centre Beaubourg-Centre de création industrielle, Pavillon de Marsan, dans le Palais du Louvre, exposition réalisée grâce à Yolande Amic, conservatrice au musée des Arts décoratif, et François Barré, directeur du CCI.
- 5 février au 20 mars 1977 : Die Farbe. André Lemonnier, au Kunstgewerbemuseum, à Zurich.
- 12 février au 22 mai 2011 : Le laboratoire de la couleur. André Lemonnier, au Musée d’art et d’industrie André Diligent de « La Piscine », à Roubaix.
- 20 septembre 2017 au 6 mars 2018 : Salle 10, André Lemonnier, au Musée national d’art moderne - Centre de création industrielle (MNAM/CCI), au Centre Pompidou.

## Expositions collectives
- 1967 : Biennale de Paris, au musée d'Art moderne de la ville de Paris.
- 1972 : musée des Arts décoratifs, à Paris.
- 1975 : Salon des artistes décorateurs, au Grand Palais, à Paris.
- 1978 : Farbe 78, à Stuttgart.
- 2005 : galerie La Hune Brenner, à Paris.
- 2011 à 2014 : Collections contemporaines au musée national d'Art moderne, à Paris.
- 2012, 2013 et 2017 : Art-Élysées, galerie Chauvy, à Paris.
- 2013 : Derrière la couleur, galerie Maubert, à Paris.
- 2017 : Éloge de la couleur, exposition du 40e anniversaire du Centre Pompidou, au musée de La Piscine, à Roubaix.
- 2017 : André et Monique Lemonnier une nouvelle donation, La Piscine, à Roubaix.
- 2017-2018 : L’expérience de la couleur, exposition du 40e anniversaire du Centre Pompidou, au musée national de Céramique, à Sèvres.
- 2018 : Art Paris 2018, galerie Chauvy, au Grand Palais.
- 2021-2022 : Louvre Abou Dabi (Émirats arabes unis).

## Œuvres dans les collections publiques
- 1997 : acquisition de 62 œuvres (tableaux, collages, instruments et maquettes de polychromies) Paris, musée national d'Art moderne, au Centre Pompidou
- 2009 : acquisition de 28 œuvres par le musée de La Piscine à Roubaix.
- 2015 : acquisition de 15 œuvres par le musée d'Art moderne de la ville de Paris.
- 2016 : acquisition de 12 tableaux par le musée national d'Art moderne.
- 2016 : acquisition de 9 tableaux et 12 collages[5] par le musée de La Piscine à Roubaix.

## Publications
- 1972 : Atlas de 1 555 couleurs, édité par l’Association Harmonic.
- 1973 : Harmonisateur no 3, édité par Harmonic.
- 1975 et 1977 : Couleur. Échelles et schémas, André Lemonnier, éditions du Centre Georges Pompidou. Planches de diapositives insérées. Texte en français, anglais et allemand.
- 2000 : Qui vivra verres aura, livre d’artiste, dessins d’André Lemonnier, texte du poète Jean Féron, typographie de Christian Laucou, édité à 100 exemplaires.
- 2005 : Qu’as-tu vu, livre d’artiste, dessins d’André Lemonnier, poèmes de Jean Féron, sérigraphie d’Éric Seydoux, édité à 50 exemplaires.
- 2011 : Le laboratoire de la couleur. André Lemonnier, éditions de Gourcuff-Gradenigo.
- 2024 : Au cœur de la couleur. André Lemonnier, préface de Cloé Pitiot, éditions B42.

### Archives
- Fonds André Lemonnier (1970-1990) [correspondance, documentation, photographies, étude chromatique.].  Cote : LEM 1 - 6. Paris : Bibliothèque Kandinsky, Centre Pompidou (présentation en ligne).